# Mesoleius altalpinus
Mesoleius altalpinus là một loài tò vò trong họ Ichneumonidae.